# Оразсахедов, Вахыт Сахетмыратович
Вахы́т Сахетмыра́тович Оразсахе́дов (туркм. Wahyt Sähetmyradowiç Orazsähedow; 26 января 1992, Бабарап, Геок-Тепинский район, Туркменистан) — туркменский футболист, нападающий клуба «Алтын Асыр» и сборной Туркменистана.

## Ранние годы
Вахыт Оразсахедов родился в Бабарапе в многодетной семье. В детстве занимался каратэ. Футболом начал заниматься с шести лет. В 10 лет был признан лучшим нападающим на детском турнире, после чего Вахыта пригласили в спортивный интернат Ашхабада.

## Карьера
Воспитанник СК «Авадан» и ДЮСШ города Ашхабада. Футбольную карьеру начинал в ашхабадском «Талып спорты». В 12 лет проходил просмотр в Москве в одном из интернатов, Вахыта брали, но при условии смены гражданства, отец футболиста Сахетмырат Оразсахедов воспротивился этому. С 14 лет занимался в киевской ДЮСШ-15, откуда перешёл в казанский «Рубин». На тот момент Вахыту было 16 лет.
В конце 2007 года прибыл в Казань, где провёл две тренировки в составе дубля «Рубина». Курбан Бердыев одобрил переход юного форварда. В первом же сезоне за дубль забил 7 голов в 24 матчах. За основной состав «Рубина» дебютировал 15 июля 2009 года в 1/16 Кубка России с тверской «Волгой». Спустя три года сыграл свой первый матч и в Премьер-лиге, выйдя на замену в поединке с «Волгой» в Нижнем Новогороде.
В июле 2012 года на правах аренды перешёл в «Нефтехимик». 13 августа 2012 года забил первый гол белгородскому «Салюту». За сеззон 2012/13 провёл 27 игр, забил 3 гола. В сезоне 2013/14 был вновь отдан в аренду в «Нефтехимик».
В марте 2014 года подписал контракт с кишинёвской «Дачией», став первым легионером из Туркменистана в чемпионате Молдавии. В мае дебютировал за новый клуб в матче 30-го тура против «Зимбру».
С 29 августа 2014 года являлся игроком турецкого клуба «Османлыспор». За дублирующий состав сыграл 16 матчей, забил 12 голов.
27 февраля 2015 года перешёл в «Ростов» на правах свободного агента. Был отзаявлен 8 июня 2015 года.
В июле стало известно о том, что Оразсахедов вернулся на Родину для прохождения военной службы, где был призван в футбольный клуб Центрального спортивного клуба армии Вооруженных сил Туркменистана, выступающий в Первой лиге Туркменистана.
В начале 2016 года был игроком «Алтын Асыра», вскоре стал игроком «Ахала».
В сезоне 2019 года являлся игроком футбольного клуба «Дордой» из Кыргызстана, позже выступал за таджикский клуб «Истиклол» и казазстанский клуб «Туран».
В 2022 году вернулся в клуб «Алтын Асыр».

## В сборной
В 15 лет Оразсахедова впервые вызвали в юношескую сборную.
В марте 2011 года сыграл в составе олимпийской сборной страны в матче против команды Индонезии, в той встрече Вахыт отметился голом. В июне Оразсахедов сыграл за олимпийскую сборную полный матч против команды Сирии на выезде в Иордании, в той встрече Вахыт отметился голом во 2-м тайме, сравняв счёт, встреча завершилась вничью (2:2).
Дебютировал за национальную сборную Туркменистана 11 октября 2016 года в товарищеском матче с Кыргызстаном.

## Достижения
- Обладатель Суперкубка Таджикистана: 2020

## Хобби
Оразсахедов смотрит в свободное время фильмы в жанре комедии или триллер. Хорошо владеет русским языком.

## Личная жизнь
Женился в декабре 2016 года, есть дочь 2017 года рождения.